# Andrés de Santa Cruz

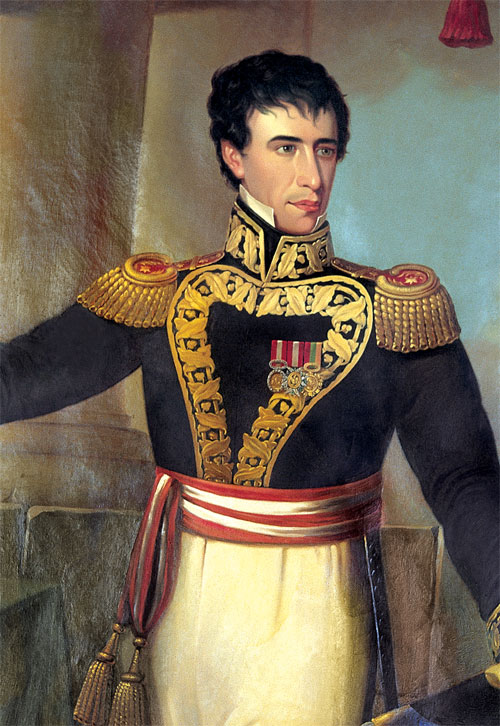
Andrés de Santa Cruz

Andrés de Santa Cruz Villavicencio y Calaumana (La Paz, 5 december 1792 - Beauvoir (Frankrijk), 25 september 1865) was een Boliviaans militair en politicus.
Hij was president van Peru in 1827, president van Bolivia van 1829 tot 1839 en de enige president (als "Supremo Protector") van de Confederatie van Peru en Bolivia (1836-1839). In Peru was Andrés de Santa Cruz de opvolger van Simón Bolívar. 
José Santa Cruz y Villavicencio, de vader van Andrés de Santa Cruz was een Spanjaard en zijn moeder, Juana Basilia Calahumana, was cacique (opperhoofd) van het dorpje Huarina. Op latere leeftijd beweerde Andrés de Santa Cruz dat zijn moeder een directe afstammeling van de Inca's was.